# Andzabeg
Andzabeg (mađ. Érd, njem. Hanselbeck) je grad s okružnim pravima u Mađarskoj.

## Upravna organizacija
Nalazi se u Peštanskoj županiji u središnjoj Mađarskoj, unutar urbane aglomeracije Budimpešte.
Poštanski broj je 2030.

## Zemljopis
Nalazi se na 47°23' sjeverne zemljopisne širine i 18°55' istočne zemljopisne dužine.
Površine je 60,54 km². U Andzabegu je 2005. živjelo 60.546 stanovnika.

## Kultura
Gradska je zanimljivost očuvana Hamza-begova džamija.

## Gradovi pobratimi
- Reghin
- Poynton
- Lubaczow

1. rujna 2011. Andzabeg je potpisao sporazum o suradnji sa Suboticom.

## Stanovništvo
2002. je utemeljena hrvatska manjinska samouprava u Andzabegu, ponajviše zaslugom hrv. pjesnika Stipana Kubatova.
Mjesni Hrvati organiziraju manifestaciju "Racki bal". Naziv "racki" dolazi od etnika koji im je nametnut, a oni su ga prihvatili, tako da sebe zovu Racovima.
Andzabeški i erčinski Hrvati su se nekada nazivali Šokcima, ali su vremenom prihvatili ime Rac.
Andzabeški i erčinski Hrvati govore štokavskim narječjem i to zapadnim novoštokavskim ikavskim dijalektom hrvatskog jezika

## Poznati stanovnici
U Andzabegu je živio i umro veliki prevoditelj hrvatskih djela na mađarski jezik Zoltán Csuka.

## Vanjske poveznice
- (mađ.) Službene stranice
- Zračne snimke